# Travessia São Luís–Alcântara

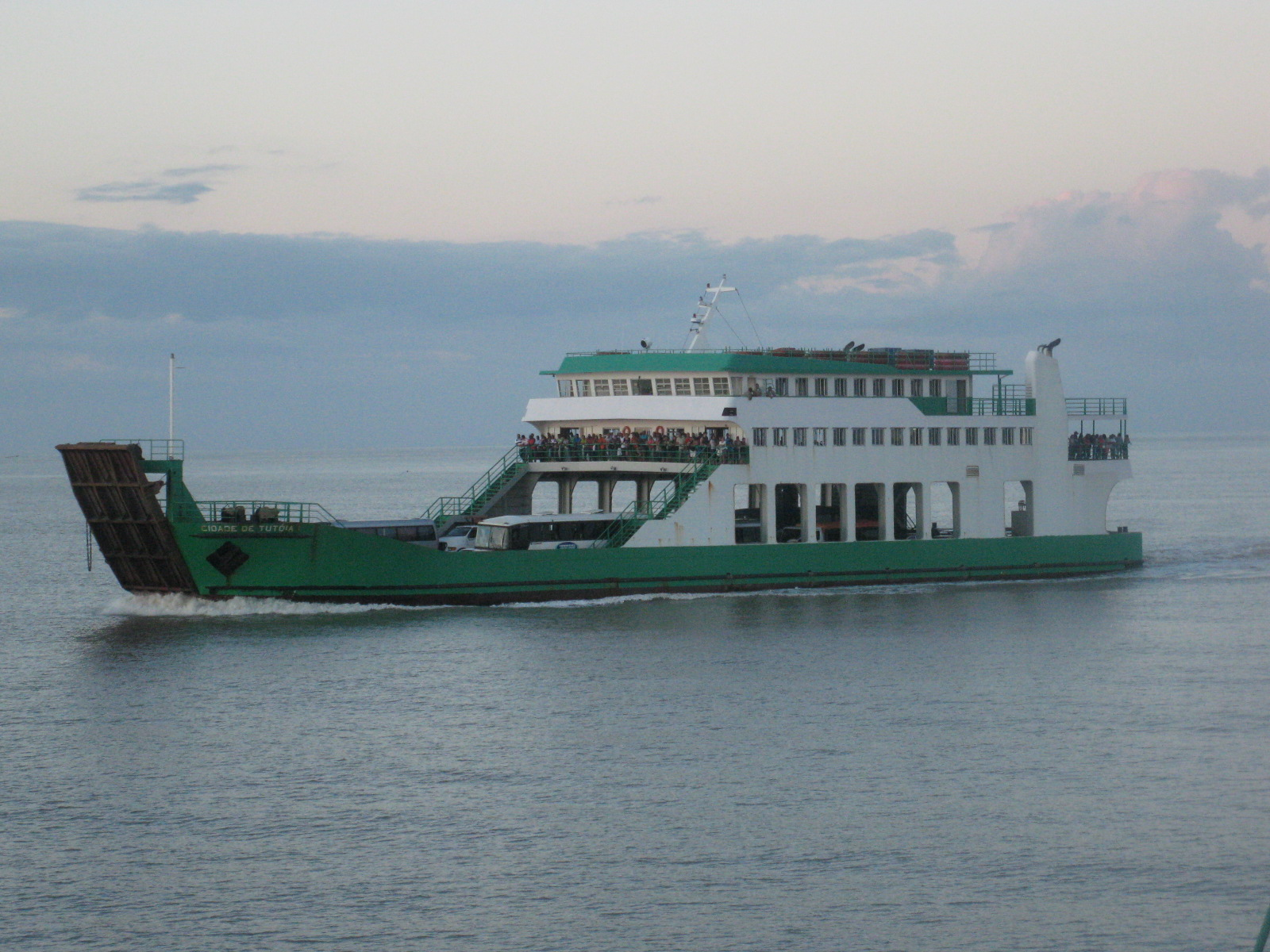
A balsa "Cidade de Tutóia"

A Travessia São Luís–Alcântara é um sistema de embarcações do tipo balsa que faz o transporte de pessoas e veículos entre os municípios de São Luís e Alcântara, no Golfão Maranhense.
Atualmente, a ilha de Upaon Açu possui uma única ligação via transporte rodoviário, através da ponte Marcelino Machado sobre o Estreito dos Mosquitos, na BR-135, sendo o transporte por ferry-boat uma alternativa para quem deseja fazer a travessia entre a ilha e o continente, além de ser a única que permite o transporte de veículos sobre embarcações.

## Histórico
A travessia por balsas cruzando a Baía de São Marcos foi inaugurada nos anos 1970. As viagens pelos ferry-boats, veículos maiores e mais modernos, começaram a ser feitas em 1988 e, em 2018, completaram 30 anos, transportando pessoas, veículos leves, ônibus, caminhões e mercadorias entre as duas cidades.
A travessia se caracteriza por ser a ligação mais curta para o escoamento de produtos para a Baixada Maranhense, além de ser uma importante alternativa de ligação entre São Luís e Belém.
Possui aproximadamente 20 quilômetros, que são percorridos em pouco mais de 1 hora e meia pelas balsas. O serviço também beneficia cerca de 35 municípios e 2,5 milhões de habitantes que residem nestes locais. O uso da embarcação reduz a viagem São Luís/Baixada Maranhense em até 350 km.
O serviço pode ser uma opção economicamente viável em comparação ao uso da BR-135, reduzindo os custos de manutenção da via, os congestionamentos e consequente poluição.

## Administração

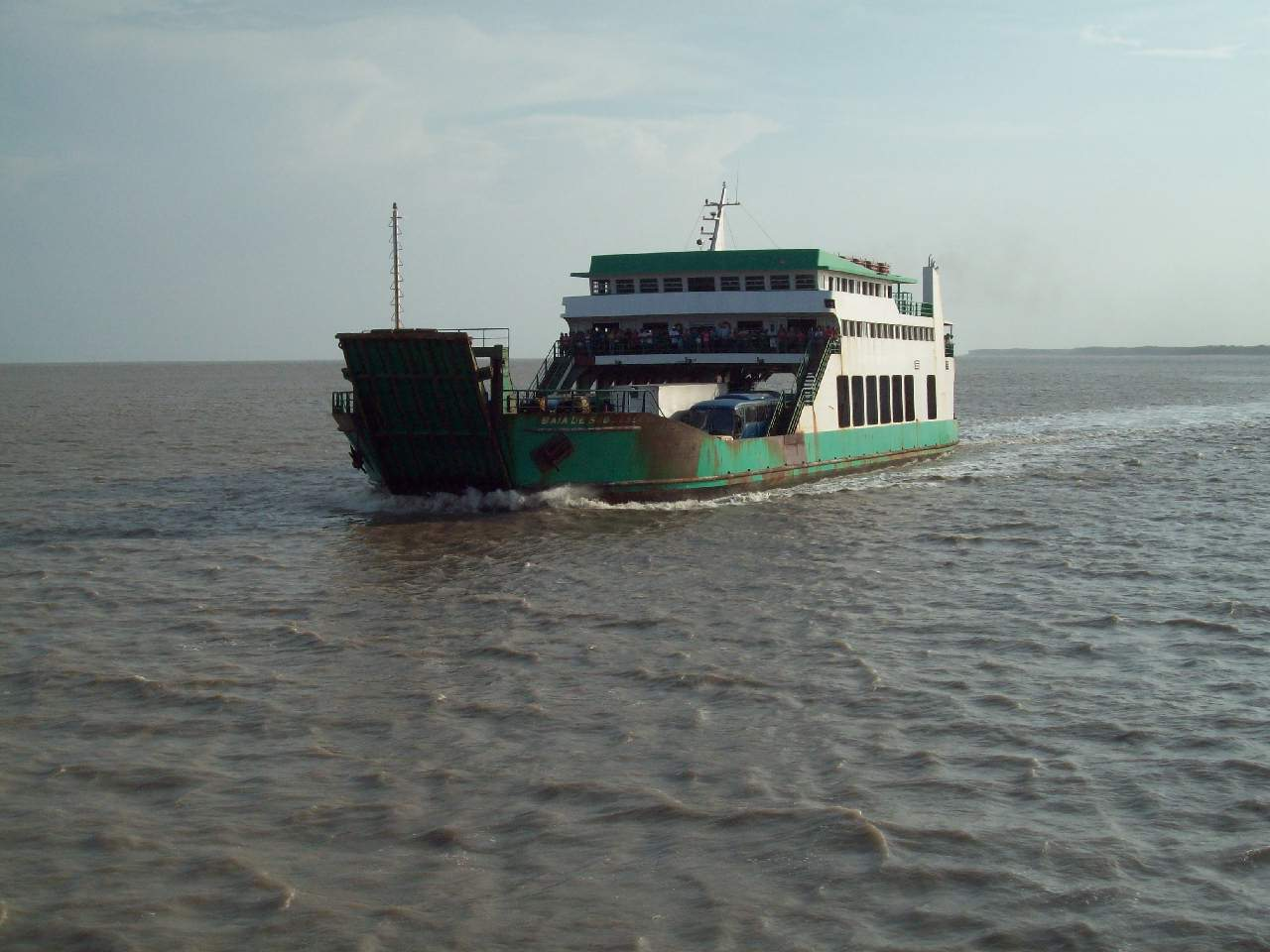
Ferry boat atravessando a baía de São Marcos, próximo a cidade de São Luís do Maranhão.

A Empresa Maranhense de Administração Portuária (EMAP) administra o Porto do Itaqui e os Terminais de Ferryboat da Ponta da Espera, em São Luís, e Cujupe, no município de Alcântara. É responsável por:
- Infraestrutura dos terminais (acesso, rampas e instalações físicas, elétricas e sanitárias)
- Preservação ambiental nas áreas dos terminais e entorno
- Segurança portuária em terra

A partir de 2023, com a lei 11.909/2023, a EMAP passou a ter também a responsabilidade de planejar, coordenar, controlar, conceder, permitir, regular e fiscalizar os serviços de transporte aquaviário intermunicipal. Anteriormente, esta era uma atribuição da Agência Estadual de Transporte e Mobilidade Urbana (MOB).
Também ocorre a fiscalização pela Capitania dos Portos.
Atualmente, quatro empresas marítimas do Maranhão fazem essa travessia: a Servi-porto, a Internacional Marítima, a Henvil e a Banav.

## Frota

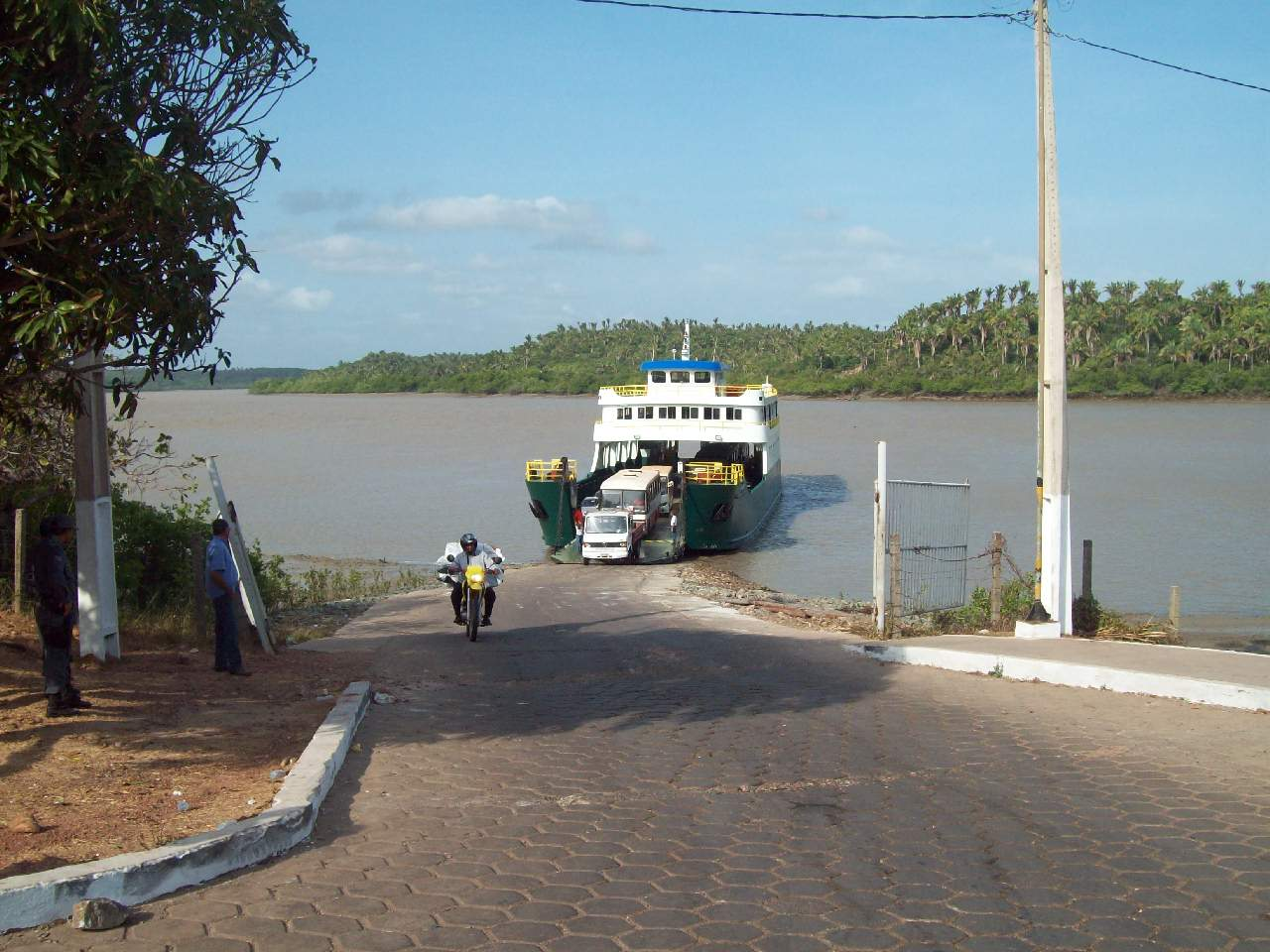
Ferry boat no porto do Cujupe..

Na década de 1990, o único ferry a ligar São Luís e o Cujupe era o "Itaúna" da Internacional Marítima, inaugurado em setembro de 1995. Hoje, várias outras embarcações fazem a mesma travessia.
Em 2024, a frota era composta por seis embarcações.
Para o transporte de passageiros e cargas, a Servi-porto possui o Ferry-Boat Araioses, com capacidade para 530 passageiros e 70 veículos.
A Internacional Marítima possui o: Ferry Boat Alcântara, Ferry Boat São Marcos I, Ferry Boat Cidade de Cururupu e Ferry Boat Cidade de Pinheiro.
A Henvil possui o: Ferry Boat São Gabriel.
Diariamente, são realizadas 12 viagens no sentido Ponta da Espera-Cujupe e vice-versa, podendo ser feitas viagens extras em dias de maior movimento, como nos feriados, somando até 20 viagens.

## Resultados
A movimentação nos terminais de ferryboat da Ponta da Espera e do Cujupe, em 2017, foi a maior da história, com 1,8 milhão de passageiros e 371,5 mil veículos.

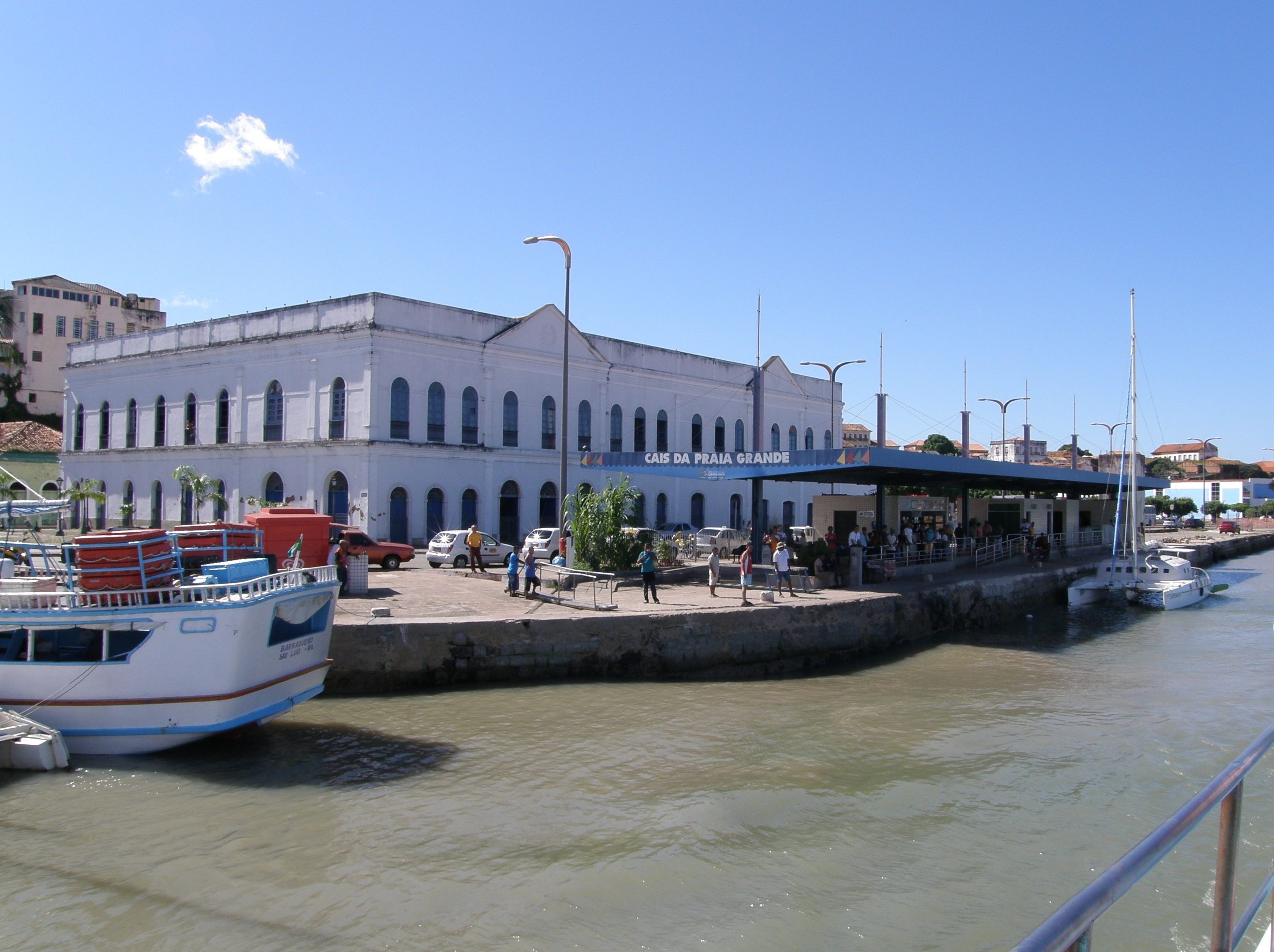
Cais da Praia Grande, próxima à avenida Beira-Mar, com a Casa do Maranhão ao fundo.

## Cais da Praia Grande
Também é possível fazer a travessia em barcos menores e catamarãs, através do Cais da Praia Grande, na Rampa Campos Melo, no Centro de São Luís (próximo ao Palácio dos Leões), até o Porto de Jacaré–Terminal Hidroviário de Alcântara, em viagens em torno de 1 hora e 20 minutos, com partida conforme a variação da maré.

## Projetos Futuros
Há um projeto de implantação de uma nova rota, interligando a cidade de São Luís e o município de Icatu, proporcionando a diminuição do tempo de viagem para Barreirinhas e os Lençóis Maranhenses.
Outro projeto é a construção de um atracadouro no Espigão Costeiro da Ponta D'Areia, em São Luís, que teria maior profundidade que o Cais da Praia Grande, que depende da maré alta para o funcionamento das embarcações, permitindo mais viagens ao longo do dia para Alcântara.